# Gleichstrom-Übertragungsverhältnis
Das Gleichstrom-Übertragungsverhältnis (CTR = Current Transfer Ratio) gibt bei Optokopplern das Verhältnis zwischen Ausgangs- und Eingangsstrom bei Gleichstromsignalen oder niedrigen Signalfrequenzen an.
Bei Optokopplern mit Photodiode beträgt es 0,001–0,005 vom Eingangsstrom, bei Optokopplern mit Phototransistor 0,4–10000, in besonderen Fällen auch erheblich mehr.
{\displaystyle CTR={\frac {I_{C}}{I_{F}}}={\frac {Ausgangsstrom}{Eingangsstrom}}}